# Абдулово (Єрмекеєвський район)
Абду́лово (рос. Абдулово, башк. Абдулла) — село у складі Єрмекеєвського району Башкортостану, Росія. Входить до складу Старотураєвської сільської ради.
Населення — 230 осіб (2010; 253 в 2002).
Національний склад:
- башкири — 94 %